# Vaugondy Island
Vaugondy Island (englisch; bulgarisch остров Вогонди ostrow Wogondi) ist eine vereiste und in nord-südlicher Ausrichtung 1,85 km lange sowie 1,68 km breite Insel der Pitt-Inseln im Archipel der Biscoe-Inseln vor der Westküste der Antarktischen Halbinsel. Sie liegt 2,78 km westsüdwestlich von Trundle Island, 1,1 km nordwestlich von Jingle Island, 2,08 km östlich von Ánimas Island und 3,4 km südlich von Ribnik Island.
Britische Wissenschaftler kartierten sie 1971. Die bulgarische Kommission für Antarktische Geographische Namen benannte sie 2013 nach dem französischen Kartographen Didier Robert de Vaugondy (1723–1786), der 1777 eine Landkarte zur Südpolarregion veröffentlicht hatte.